# Skeeter Davis

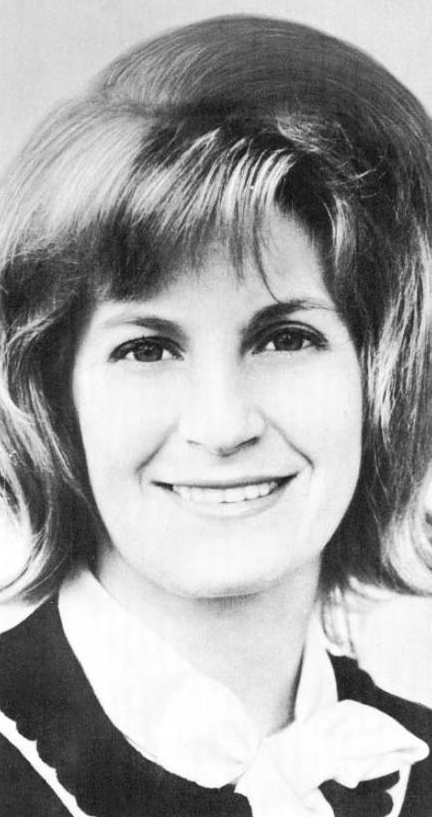
Skeeter Davis

Skeeter Davis (* 30. Dezember 1931 als Mary Frances Penick in Dry Ridge, Kentucky; † 19. September 2004 in Nashville, Tennessee) war eine US-amerikanische Country- und Popmusik-Sängerin.

## Leben
Mary Frances Penick war das älteste von sieben Kindern der Eheleute William und Sarah Penick. Ihren Spitznamen Skeeter (Moskito) erhielt sie bereits in der Kindheit, weil sie sehr lebhaft war.
Zu Beginn ihrer Karriere sang sie im Duett mit ihrer Freundin Betty Jack Davis. Obwohl sie nicht verwandt waren, nannten sie sich Davis Sisters, und Penick nannte sich Skeeter Davis. Sie kamen beim Label RCA Records unter und hatten mit Chet Atkins einen sehr erfolgreichen Produzenten. Nach ihrem ersten großen Erfolg starb Betty Jack Davis am 23. August 1953 bei einem Autounfall; Skeeter Davis wurde dabei schwer verletzt. Sie führte danach das Duo noch einige Zeit mit der Schwester Georgie Davis fort, begann dann aber eine Solokarriere.
Sie zog nach Nashville und setzte die Zusammenarbeit mit RCA und Chet Atkins und auch mit Anita Kerr fort. 1955 ging sie mit dem „Caravan of Stars“ des Labels (unter anderem mit Elvis Presley und Eddy Arnold) auf Tour und begann mit eigenen Aufnahmen. Anfänglich war sie vor allem im Country-Bereich und hier auch in den Charts erfolgreich. Ihr erster Solohit war 1958 das Lied Lost to a Geisha Girl, der als Entgegnung auf den Hit Geisha Girl von Hank Locklin konzipiert war. Mit Set Him Free und Homebreaker folgten zwei Songs, an denen sie selbst mitgeschrieben hatte, was aber die Ausnahme blieb. 1959 wurde sie Mitglied der Grand Ole Opry. 1960 heiratete sie den Fernsehmoderator der Sendung Nashville Now, Ralph Emery. Die Ehe hielt vier Jahre.
Im Jahr ihrer Hochzeit hatte sie mit (I Can’t Help You) I’m Falling Too einen ersten Crossover-Hit in den Country- und in den Popcharts. Das Lied war erneut ein Antwortsong auf ein Lied von Hank Locklin, den Top-10-Hit Please Help Me, I’m Falling aus demselben Jahr. Ihr zweiter Pophit war My Last Date (With You), das eine Version des Instrumentals Last Date von Floyd Cramer mit hinzugefügtem Text war. Danach folgten wieder mehrere reine Country-Hits. 
Ihren größten Erfolg hatte Skeeter Davis 1963 mit dem von Arthur Kent und Sylvia Dee geschriebenen Millionenseller The End of the World. Sie erreichte damit sowohl in den Country- als auch in den Popcharts Platz 2, in den Adult-Contemporary-Charts Platz 1, und auch in den R&B-Charts kam das Lied auf Platz 4. Damit war es das erfolgreichste „Crossover“-Lied in den vier wichtigsten US-Singlecharts. Es war auch das einzige Lied, mit dem sie sich in den britischen Charts platzieren konnte.
Im selben Jahr hatte sie mit I’m Saving My Love und I Can’t Stay Mad at You noch zwei weitere Hits. Letzterer war von dem Erfolgsduo Gerry Goffin und Carole King geschrieben worden und war eher ein Rock-and-Roll- als ein Pop-Country-Song. Es war ihr zweiter Top-10-Hit und das einzige Lied, das besser in den Pop- als in den Country-Charts platziert war. Mit He Says the Same Things to Me und Gonna Get Along Without You Now, einer Coverversion eines Teresa-Brewer-Hits, hatte sie noch zwei weitere Top-50-Erfolge in den Popcharts.
Mitte der 1960er Jahre wandelte sich mit der British Invasion der Musikgeschmack, und Skeeter Davis hatte es immer schwerer, in die Popcharts zu kommen, obwohl sie musikalisch nicht festgelegt war und beispielsweise 1967 ein Buddy-Holly-Coveralbum aufnahm. Vor allem trat sie aber in der Grand Ole Opry in Nashville auf und machte Aufnahmen mit Country-Musikern wie Bobby Bare, Porter Wagoner, Don Bowman und George Hamilton IV. Außerdem wurden ab 1966 Felton Jarvis und ab 1969 Ronny Light ihre Stammproduzenten. Bis in die Mitte der 1970er kam sie mit ihren Liedern regelmäßig in die Country-Charts und brachte es dort auf insgesamt 41 Chartplatzierungen. Ab 1973 durfte sie einige Zeit nicht mehr in der Grand Ole Opry auftreten, nachdem sie die Polizei von Nashville öffentlich kritisiert hatte. Ein Jahr später endete die Zusammenarbeit mit dem Label RCA. Ihre letzte Chartsingle I Love Us erschien 1976 bei Mercury Records.
Danach zog Skeeter Davis sich für längere Zeit aus dem Musikgeschäft zurück. 1983 heiratete sie Joey Spampinato, den Bassisten der Rockband NRBQ. Danach veröffentlichte sie wieder zwei eigene Alben und 1985 zusammen mit der Band ihres Mannes das Album She Sings, They Play. Ihr letztes Album mit dem Titel You Were Made for Me zusammen mit dem norwegischen Country-Sänger Teddy Nelson erschien 1990. Drei Jahre später veröffentlichte sie ihre Autobiografie Bus Fare to Kentucky und trug später zu einem Weihnachtsbuch für Kinder bei. Nach dem Ende ihrer zweiten Ehe Mitte der 1990er wandte sie sich der Religion zu und engagierte sich gegen Alkohol- und Tabakkonsum. Sie trat auch mit religiösen Liedern und Gospelsongs unter anderem auch wieder in der Grand Ole Opry auf. Skeeter Davis starb am 19. September 2004 an den Folgen einer Brustkrebserkrankung.

## Diskografie

### Alben
| Jahr | Titel                                                | Höchstplatzierung, Gesamtwochen, AuszeichnungChartplatzierungen (Jahr, Titel, Platzierungen, Wochen, Auszeichnungen, Anmerkungen) | Höchstplatzierung, Gesamtwochen, AuszeichnungChartplatzierungen (Jahr, Titel, Platzierungen, Wochen, Auszeichnungen, Anmerkungen) | Anmerkungen                                               |
| Jahr | Titel                                                | US | Country | Anmerkungen                                               |
| ---- | ---------------------------------------------------- | --- | --- | --------------------------------------------------------- |
| 1963 | The End of the World                                 | US61 (15 Wo.)US | — |                                                           |
| 1964 | Cloudy, with Occasional Tears                        | — | Country11 (1 Wo.)Country |                                                           |
| 1965 | Tunes for Two                                        | — | Country8 (9 Wo.)Country | mit Bobby Bare                                            |
| 1967 | My Heart’s in the Country                            | — | Country14 (10 Wo.)Country |                                                           |
| 1968 | What Does It Take (To Keep a Man Like You Satisfied) | — | Country17 (12 Wo.)Country |                                                           |
| 1968 | Why So Lonely?                                       | — | Country33 (6 Wo.)Country |                                                           |
| 1968 | I Love Flatt & Scruggs                               | — | Country39 (5 Wo.)Country | Tribute-Album mit Songs von Lester Flatt und Earl Scruggs |
| 1972 | Skeeter Sings Dolly                                  | — | Country45 (2 Wo.)Country | Tribute-Album mit Songs von Dolly Parton                  |
| 1973 | The Best of Skeeter Davis, Vol. 2                    | — | Country48 (4 Wo.)Country | Kompilation                                               |
| 1973 | I Can’t Believe That It’s All Over                   | — | Country25 (8 Wo.)Country |                                                           |

grau schraffiert: keine Chartdaten aus diesem Jahr verfügbar
Weitere Alben
- 1959: I’ll Sing You a Song and Harmonize, Too
- 1961: Here’s the Answer
- 1962: Sing Duets (mit Porter Wagoner)
- 1964: I Forgot More Than You’ll Ever Know
- 1964: Let Me Get Close to You
- 1965: The Best of Skeeter Davis
- 1965: Written by the Stars
- 1965: Blueberry Hill
- 1965: Skeeter Sings Standards
- 1966: Singin’ in the Summer Sun
- 1967: Hand in Hand with Jesus
- 1967: Skeeter Davis Sings Buddy Holly
- 1969: The Closest Thing to Love
- 1969: Mary Frances
- 1970: Easy to Love
- 1970: A Place in the Country
- 1970: Your Husband, My Wife (mit Bobby Bare)
- 1970: It’s Hard to Be a Woman
- 1971: Skeeter Skeeter Skeeter
- 1971: Love Takes a Lot of My Time
- 1971: Foggy Mountain Top
- 1972: Bring It On Home
- 1973: The Hillbilly Singer
- 1974: He Wakes Me with a Kiss
- 1975: The Versatile Skeeter Davis
- 1984: Live Wire
- 1984: Heart Strings
- 1985: She Sings, They Play (mit NRBQ)
- 1990: You Were Made for Me (mit Teddy Nelson)

### Singles
| Jahr | Titel Album                                                            | Höchstplatzierung, Gesamtwochen, AuszeichnungChartplatzierungen (Jahr, Titel, Album, Platzierungen, Wochen, Auszeichnungen, Anmerkungen) | Höchstplatzierung, Gesamtwochen, AuszeichnungChartplatzierungen (Jahr, Titel, Album, Platzierungen, Wochen, Auszeichnungen, Anmerkungen) | Höchstplatzierung, Gesamtwochen, AuszeichnungChartplatzierungen (Jahr, Titel, Album, Platzierungen, Wochen, Auszeichnungen, Anmerkungen) | Anmerkungen |
| Jahr | Titel Album                                                            | UK | US | Country | Anmerkungen |
| ---- | ---------------------------------------------------------------------- | --- | --- | --- | --- |
| 1953 | I Forgot More Than You’ll Ever Know –                                  | — | — | — | als Teil der Davis Sisters Autor: Cecil Null; Produzent: Chet Atkins                                                   |
| 1958 | Lost to a Geisha Girl –                                                | — | — | — | Autor: Lawton Williams; Produzenten: Chet Atkins, Anita Kerr Antwortsong auf Geisha Girl von Hank Locklin              |
| 1959 | Set Him Free I’ll Sing You a Song and Harmonize, Too                   | — | — | Country5 (24 Wo.)Country | Autoren: L. Marie Wilson, Skeeter Davis, Penny Jay Moyers; Produzent: Chet Atkins                                      |
| 1959 | Homebreaker –                                                          | — | — | Country15 (13 Wo.)Country | Autoren: L. Marie Wilson, Skeeter Davis; Produzenten: Chet Atkins, Anita Kerr                                          |
| 1960 | Am I That Easy to Forget I’ll Sing You a Song and Harmonize, Too       | — | — | Country11 (12 Wo.)Country | Autoren: Carl R. Belew, W. S. Stevenson; Original: Carl Belew; Produzent: Chet Atkins                                  |
| 1960 | (I Can’t Help You) I’m Fallin’ Too Here’s the Answer                   | — | US39 (7 Wo.)US | Country2 (16 Wo.)Country | Autoren: Don Robertson, Hal Blair; Produzent: Chet Atkins Antwortsong auf Please Help Me, I’m Falling von Hank Locklin |
| 1961 | My Last Date (With You) Here’s the Answer                              | — | US26 (8 Wo.)US | Country5 (13 Wo.)Country | Original/Musik: Floyd Cramer; Text: Boudleaux Bryant, Skeeter Davis; Produzent: Chet Atkins                            |
| 1961 | The Hand You’re Holding Now –                                          | — | — | Country11 (11 Wo.)Country | Original/Autor: Marty Robbins; Produzent: Chet Atkins                                                                  |
| 1961 | Optimistic –                                                           | — | — | Country10 (11 Wo.)Country | Autorin: Aubrey C. Freeman; Produzent: Chet Atkins                                                                     |
| 1962 | Where I Ought to Be –                                                  | — | — | Country9 (9 Wo.)Country | Autor: Harlan Howard; Produzent: Chet Atkins                                                                           |
| 1962 | The Little Music Box –                                                 | — | — | Country22 (1 Wo.)Country | Autor: Rudy Thacker; Produzenten: Anita Kerr, Chet Atkins                                                              |
| 1962 | Something Precious Skeeter Davis Sings ‘The End of the World’          | — | — | Country23 (3 Wo.)Country | Autorin: Lorene Mann; Produzenten: Anita Kerr, Chet Atkins                                                             |
| 1963 | The End of the World Skeeter Davis Sings ‘The End of the World’        | UK18 (13 Wo.)UK | US2 (17 Wo.)US | Country2 (24 Wo.)Country | Musik: Arthur Kent; Text: Sylvia Dee; Produzent: Chet Atkins                                                           |
| 1963 | I’m Saving My Love Cloudy with Occasional Tears                        | — | US41 (7 Wo.)US | Country9 (14 Wo.)Country | Autor: Alex Zanetis; Produzenten: Anita Kerr, Chet Atkins                                                              |
| 1963 | I Can’t Stay Mad at You Let Me Get Close to You                        | — | US7 (13 Wo.)US | Country14 (10 Wo.)Country | Autoren: Gerry Goffin, Carole King; Produzent: Chet Atkins                                                             |
| 1964 | Gonna Get Along Without Ya Now Let Me Get Close to You                 | — | US48 (7 Wo.)US | Country8 (14 Wo.)Country | Original: Roy Hogsed; Autor: Milton Kellem; Produzent: Chet Atkins                                                     |
| 1964 | He Says the Same Things to Me Let Me Get Close to You                  | — | US47 (7 Wo.)US | Country17 (15 Wo.)Country | Autoren: Peter Udell, Gary Geld; Produzent: Chet Atkins                                                                |
| 1964 | How Much Can a Lonely Heart Stand Let Me Get Close to You              | — | US92 (1 Wo.)US | — | Autorin: Sandra Rhodes; Produzent: Chet Atkins                                                                         |
| 1964 | Let Me Get Close to You                                                | — | — | Country45 (4 Wo.)Country | Autoren: Gerry Goffin, Carole King; Produzent: Chet Atkins                                                             |
| 1964 | What Am I Gonna Do With You –                                          | — | — | Country38 (5 Wo.)Country | |
| 1965 | A Dear John Letter Tunes for Two                                       | — | — | Country11 (12 Wo.)Country | mit Bobby Bare Autoren: Fuzzy Owen, Lewis A Talley; Produzent: Chet Atkins                                             |
| 1965 | Sun Glasses Singin’ in the Summer Sun                                  | — | — | Country30 (7 Wo.)Country | Autor: John D. Loudermilk; Produzent: Chet Atkins                                                                      |
| 1966 | Goin’ Down the Road (Feelin’ Bad) My Heart’s in the Country            | — | — | Country36 (9 Wo.)Country | Traditional; Produzent: Felton Jarvis                                                                                  |
| 1967 | Fuel to the Flame What Does It Take                                    | — | — | Country11 (16 Wo.)Country | Autoren: Bill Earl Owens, Dolly Parton; Produzent: Felton Jarvis                                                       |
| 1967 | What Does It Take (To Keep a Man Like You Satisfied) What Does It Take | — | — | Country5 (18 Wo.)Country | Autor: Jim Glaser, Produzent: Felton Jarvis                                                                            |
| 1967 | Set Him Free What Does It Take                                         | — | — | — | Neuaufnahme Autoren: L. Marie Wilson, Skeeter Davis, Penny Jay Moyers; Produzent: Felton Jarvis                        |
| 1968 | For Loving You –                                                       | — | — | Country72 (2 Wo.)Country | mit Don Bowman Autor: Steve J. Karliski; Produzenten: Felton Jarvis, Chet Atkins                                       |
| 1968 | Instinct for Survival Skeeter Skeeter Skeeter                          | — | — | Country54 (7 Wo.)Country | Autor: Jim Glaser; Produzent: Felton Jarvis                                                                            |
| 1968 | There’s a Fool Born Every Minute Skeeter Skeeter Skeeter               | — | — | Country16 (10 Wo.)Country | Autoren: Paul Evans, Paul Parnes; Produzent: Felton Jarvis                                                             |
| 1969 | The Closest Thing to Love (I’ve Ever Seen) The Closest Thing to Love   | — | — | Country66 (7 Wo.)Country | Autor: Ronny Light; Produzent: Felton Jarvis                                                                           |
| 1969 | I’m a Lover (Not a Fighter) A Place in the Country                     | — | — | Country9 (15 Wo.)Country | Autor und Produzent: Ronny Light                                                                                       |
| 1970 | Let’s Get Together A Place in the Country                              | — | — | Country65 (2 Wo.)Country | mit George Hamilton IV. Autor: Chet Powers; Produzent: Ronny Light                                                     |
| 1970 | Your Husband, My Wife                                                  | — | — | Country22 (7 Wo.)Country | (mit Bobby Bare) Autoren: Irwin Levine, Toni Wine; Produzent: Ronny Light                                              |
| 1970 | It’s Hard to Be a Woman                                                | — | — | Country65 (5 Wo.)Country | Autoren: Robert West, Richard Mainegra, Johnny Christopher; Produzent: Ronny Light                                     |
| 1970 | We Need a Lot More of Jesus It’s Hard to Be a Woman                    | — | — | Country69 (3 Wo.)Country | Autor: Wayne Raney; Produzent: Ronny Light                                                                             |
| 1971 | Love Takes Up a Lot of My Time                                         | — | — | Country58 (8 Wo.)Country | Autor und Produzent: Ronny Light                                                                                       |
| 1971 | Bus Fare to Kentucky Skeeter Skeeter Skeeter                           | — | — | Country21 (13 Wo.)Country | Autor und Produzent: Ronny Light                                                                                       |
| 1972 | Sad Situation Skeeter Skeeter Skeeter                                  | — | — | Country46 (8 Wo.)Country | Autoren: Billy Deaton, Clyde Pitts; Produzent: Ronny Light                                                             |
| 1972 | One Tin Soldier Bring It On Home                                       | — | — | Country54 (7 Wo.)Country | Autoren: Dennis E. Lambert, Brian Potter; Produzent: Ronny Light                                                       |
| 1973 | I Can’t Believe That It’s All Over                                     | — | — | Country12 (17 Wo.)Country | Autor: Ben Peters; Produzent: Ronny Light                                                                              |
| 1973 | Don’t Forget to Remember The Versatile Skeeter Davis                   | — | — | Country44 (10 Wo.)Country | Original: Bee Gees; Autoren: Barry Gibb, Maurice Gibb; Produzent: Ronny Light                                          |
| 1974 | One More Time The Versatile Skeeter Davis                              | — | — | Country65 (8 Wo.)Country | Autor: Ronny Light; Produzenten: Ronny Light, Roy Dea                                                                  |
| 1976 | I Love Us –                                                            | — | — | Country60 (7 Wo.)Country | Autor: Jeff Tweel einzige Mercury-Single in den Charts                                                                 |

Weitere Singles
- 1957: He Left His Heart with Me (erste Solosingle)
- 1958: I Forgot More Than You’ll Ever Know (Soloversion des Davis-Sisters-Hits)
- 1965: I Can’t Help It
- 1972: A Hillbilly Song